# World Championship Tennis Finals 1975
World Championship Tennis Finals 1975 byl pátý ročník tenisového turnaje WCT Finals, pořádaný jako závěrečná událost mužského okruhu World Championship Tennis. Probíhal mezi 7. až 11. květnem na koberci dallaské haly Memorial Auditorium.
Do turnaje s rozpočtem 100 000 dolarů se kvalifikovalo osm nejlepších tenistů okruhu WCT 1975. Podruhé v řadě do finále postoupil švédský hráč Vítězem se stal Björn Borg, jenž opět vyhrál úvodní sadu, aby další tři dějství ztratil. Premiérovou trofej si z turnaje odvezl Američan Arthur Ashe. Připsal si tak pátý titul v probíhající sezóně a celkově třicátý druhý kariéry.

## Finále

### Mužská dvouhra
- Arthur Ashe vs.  Björn Borg, 3–6, 6–4, 6–4, 6–0